# 第138師団 (日本軍)
第138師団（だいひゃくさんじゅうはちしだん）は、大日本帝国陸軍の師団の一つ。

## 沿革
1945年（昭和20年）に入り、関東軍は南方へ兵力の過半数を引き抜かれていたが満洲居留邦人15万名、在郷軍人25万名を「根こそぎ動員」、さらに中国戦線から4個歩兵師団を戻してなんとか74万人の兵員を調達した。さらに以前関東軍特種演習により本土から輸送させた戦車200輌、航空機200機、火砲1000門も健在であった。
しかし兵員の半数以上は訓練不足、日ソ中立条約違反を想定していなかった関東軍首脳部の混乱、物質不足（砲弾は約1200発ほどで、航空部隊のほとんどが戦闘未経験者。また小銃が行き渡らない兵士だけでも10万名以上）のため事実上の戦力は30万名程度だったといわれている。
同年7月、第135師団は「根こそぎ動員」の際に満洲で召集された邦人男子を主体に吉林省で編成された。第30軍に編入され、吉林付近に師団主力は所在した。しかし、師団の編成は完了しておらず、同年8月9日のソ連対日参戦時には総員2千名の規模であった。ソ連軍の侵攻を受け撫順に移動したが、本格的な戦いを交える以前に停戦となり、8月19日に武装解除された。
第138師団は、同年7月の「根こそぎ動員」の際に編成された師団の一つである。同時に第134・第135・第136・第137・第139・第148・第149師団が編成された。

## 師団概要

### 歴代師団長
- 山本務 中将：1945年（昭和20年）7月16日 - 終戦[1]

### 参謀長
- 佐藤貞二 大佐：1945年（昭和20年）7月26日 - 終戦[2]

### 最終司令部構成
- 参謀長：佐藤貞二大佐

### 最終所属部隊
- 歩兵第377連隊（満洲）：須貝良民大佐
- 歩兵第378連隊（満洲）：赤尾今朝雄少佐
- 歩兵第379連隊（満洲）：加藤恒平少佐
- 野砲兵第138連隊
- 工兵第138連隊
- 輜重兵第138連隊
- 第138師団挺進大隊
- 第138師団通信隊
- 第138師団兵器勤務隊
- 第138師団病馬廠